# Faktura korygująca
Faktura korygująca to dokument wystawiany w przypadku popełnienia błędu (np. błędna cena, miara) lub dokonania zmian (np. udzielenie rabatu, zwrot zakupionych towarów) na fakturze pierwotnej. Faktura korygująca to inaczej „korekta” faktury pierwotnej.
Korekta wystawiana jest w momencie, gdy trafia do obrotu prawnego (egzemplarz faktury trafia do odbiorcy). W tym wypadku faktura pierwotna nie jest możliwa do edycji ani do ponownego wystawienia w zmienionej formie.

## Wystawianie korekty
Według przepisów prawa faktura korygująca może być wystawiona w niżej wymienionych przypadkach:
- zwrotu kupionych towarów, na które została wystawiona faktura pierwotna (źródłowa),
- stwierdzenia pomyłki w cenie, stawce czy kwocie podatku od towarów i usług,
- udzielenia rabatów, zwrócenia towarów sprzedawcy, zwrócenia nabywcy kwot nienależnych lub zaliczek, przedpłat, zadatków lub rat, podlegających opodatkowaniu[2].

## Korekta błędów
Fakturą korygującą można skorygować błędy dotyczące:
- miary i ilości sprzedanych towarów lub zakresu wykonanych usług,
- ceny jednostkowej towaru lub usługi bez kwoty podatku (cenę jednostkową netto),
- wartości towarów lub wykonanych usług, których dotyczy sprzedaż, bez kwoty podatku (wartość sprzedaży netto),
- stawki podatku,
- sumy wartości sprzedaży netto towarów lub wykonanych usług z podziałem na poszczególne stawki podatku i zwolnionych od podatku oraz niepodlegających opodatkowaniu,
- kwoty podatku od sumy wartości sprzedaży netto towarów (usług), z podziałem na kwoty dotyczące poszczególnych stawek podatku,
- kwoty należności ogółem, wraz z należnym podatkiem[2].

## Elementy danych
Obowiązkowe elementy danych znajdujących się na fakturze korygującej są uzależnione od przyczyny korekty.
Każda faktura korygująca powinna zawierać nazwę: “FAKTURA KORYGUJĄCA” lub “KOREKTA”.
1. Sprzedawca po wystawieniu faktury dla nabywcy udziela rabat lub opust – ZMNIEJSZENIE KWOTY – przypadek I
- numer kolejny oraz datę jej wystawienia,
- dane określone w art. 106e ust. 1 pkt 1-4,
- okres, do którego odnosi się udzielany opust lub obniżka,
- kwotę udzielonego opustu lub obniżki oraz kwotę zmniejszenia podatku należnego.

2. Sprzedawca na fakturze korygującej zwiększa cenę wydanego towaru lub wykonanej usługi – ZWIĘKSZENIE KWOTY – przypadek II
- numer kolejny oraz datę jej wystawienia,
- dane zawarte w fakturze, której dotyczy faktura korygująca: określone w art. 106e ust. 1 pkt 1-6; nazwę (rodzaj) towaru lub usługi objętych podwyżką ceny,
- kwotę podwyższenia podatku należnego.

3. Faktura korygująca niezaliczająca się do grupy zawyżających lub zaniżających cen – INNE KOREKTY – przypadek III
- numer kolejny oraz datę jej wystawienia,
- dane zawarte w fakturze, której dotyczy faktura korygującej określonej w art. 106e ust. 1 pkt 1-6,
- kwoty podane w omyłkowej wysokości,
- kwoty w wysokości prawidłowej[2].